# أغستاش ميرنسي
أغستاش ميرنسي (الاسم العلمي: Agastache mearnsii) نوع نباتي يتبع جنس الأغستاش وينتمي إلى الفصيلة الأغستاش.